# 梅肯縣 (田納西州)
梅肯縣（英語：Macon County）是美國田納西州北部的一個縣，北鄰肯塔基州。面積796平方公里。根据美國2000年人口普查，共有人口20,386人。縣治拉法葉 (Lafayette)。
成立於1842年1月18日，以代表北卡羅萊納州的眾議員、參議員的納瑟內爾·梅肯 (Nathaniel Macon)命名。